# گیورگی وریچف
گیورگی وریچف (روسی: Григорий владимирович Веричев؛ ۴ آوریل ۱۹۵۷ – ۲۵ مهٔ ۲۰۰۶) جودوکار اهل روسیه بود.